# Ozimek
Ozimek est une ville de Pologne, située dans le sud du pays, dans la voïvodie d'Opole. Elle est le siège de la gmina de Ozimek, dans le powiat d'Opole.